# 34796 Rheamalhotra
34796 Rheamalhotra este o planetă minoră (asteroid) din centura de asteroizi. A fost descoperită pe 16 septembrie 2001 la Experimental Test Site⁠(d) de Lincoln Near-Earth Asteroid Research. 
Obiectul prezintă o orbită caracterizată de o semiaxă mare de 3,0516231 UAi, o excentricitate de 0,14, o înclinație de 3,71926 ° în raport cu ecliptica.